# Volksfrömmigkeit

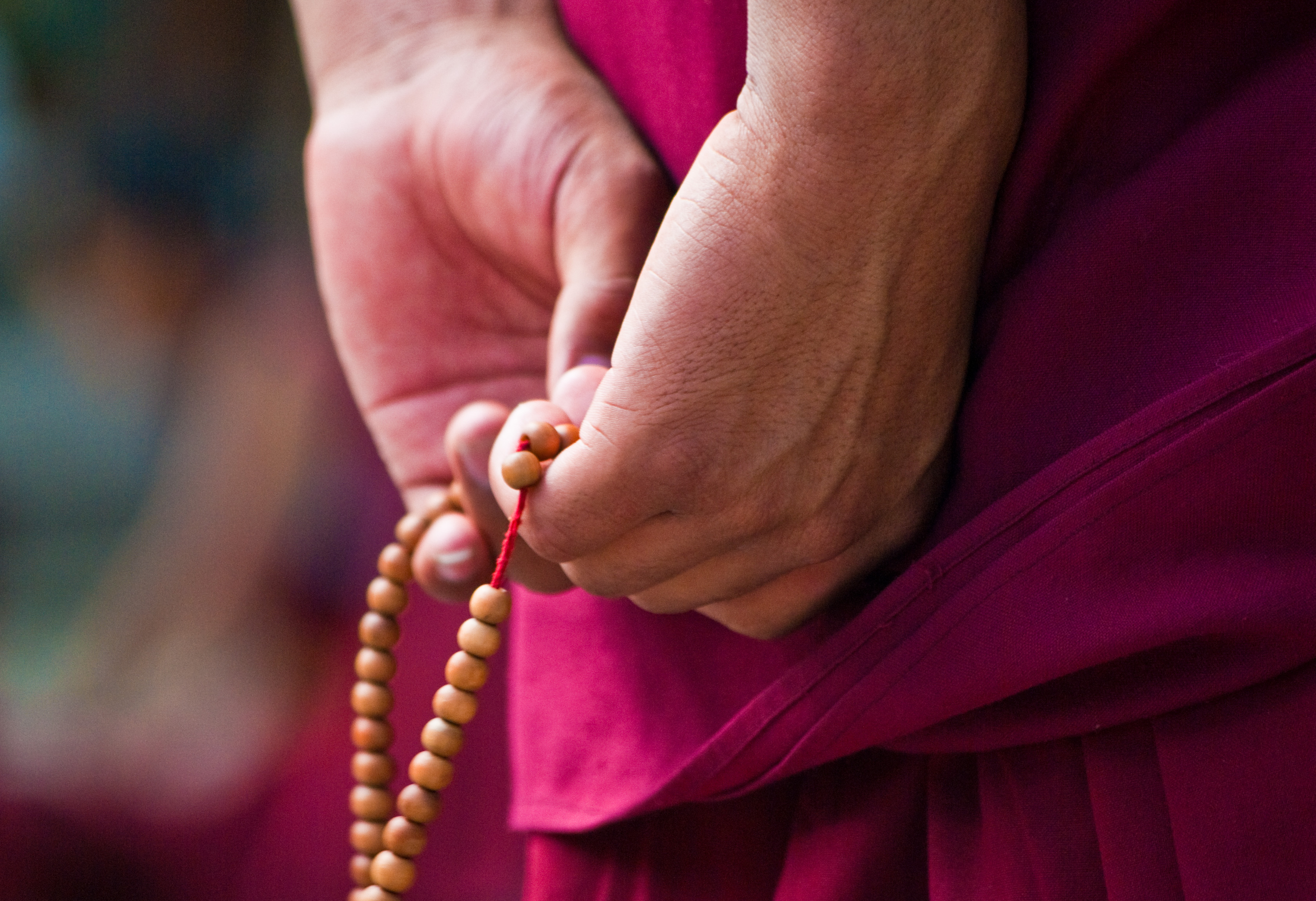
Gebetsketten werden in vielen Weltreligionen verwendet (hier Buddhismus)

Im Allgemeinen versteht man unter Volksfrömmigkeit den sichtbaren Ausdruck der Religiosität unter den Laien einer regionalen Glaubensgemeinschaft. Sie setzt sich zusammen aus der „offiziellen“ Liturgie (Gesamtheit der religiösen Zeremonien und Riten) und traditionellen Bräuchen, die in „gutem Glauben“ mit der Religion in Verbindung gebracht werden. Die (möglicherweise heidnischen) Ursprünge solcher Kulthandlungen sind nicht mehr präsent. Die unklare Bezeichnung Volksreligiosität wird manchmal gleichbedeutend verwendet.
Aus theologischer Sicht werden mit Volksfrömmigkeit nur jene religiös motivierten Handlungen bezeichnet, die nicht durch die heiligen Schriften legitimiert sind, die jedoch auch nicht als Aberglaube oder Ketzerei angesehen werden. Im Gegensatz zum Volksglauben werden sie geduldet oder auch integriert, jedoch nicht gefördert.
Die Volksfrömmigkeit ist Teil des Volksglaubens. Diese beiden Begriffe werden (vor allem in der deutschen Volkskunde) häufig nicht scharf voneinander abgegrenzt und synonym benutzt. Letzteres ist im Gegensatz dazu jedoch konkret auf den „geistigen Überbau“ religiöser und spiritueller Überzeugungen bezogen.
Ausgeprägte Volksfrömmigkeit mit vielen synkretistisch eingemischten Elementen aus ethnischen Religionen findet sich in den katholisch geprägten Gebieten Subsahara-Afrikas und Lateinamerikas sowie in den orthodoxen Gebieten Osteuropas und Asiens.

## Ausdrucksformen

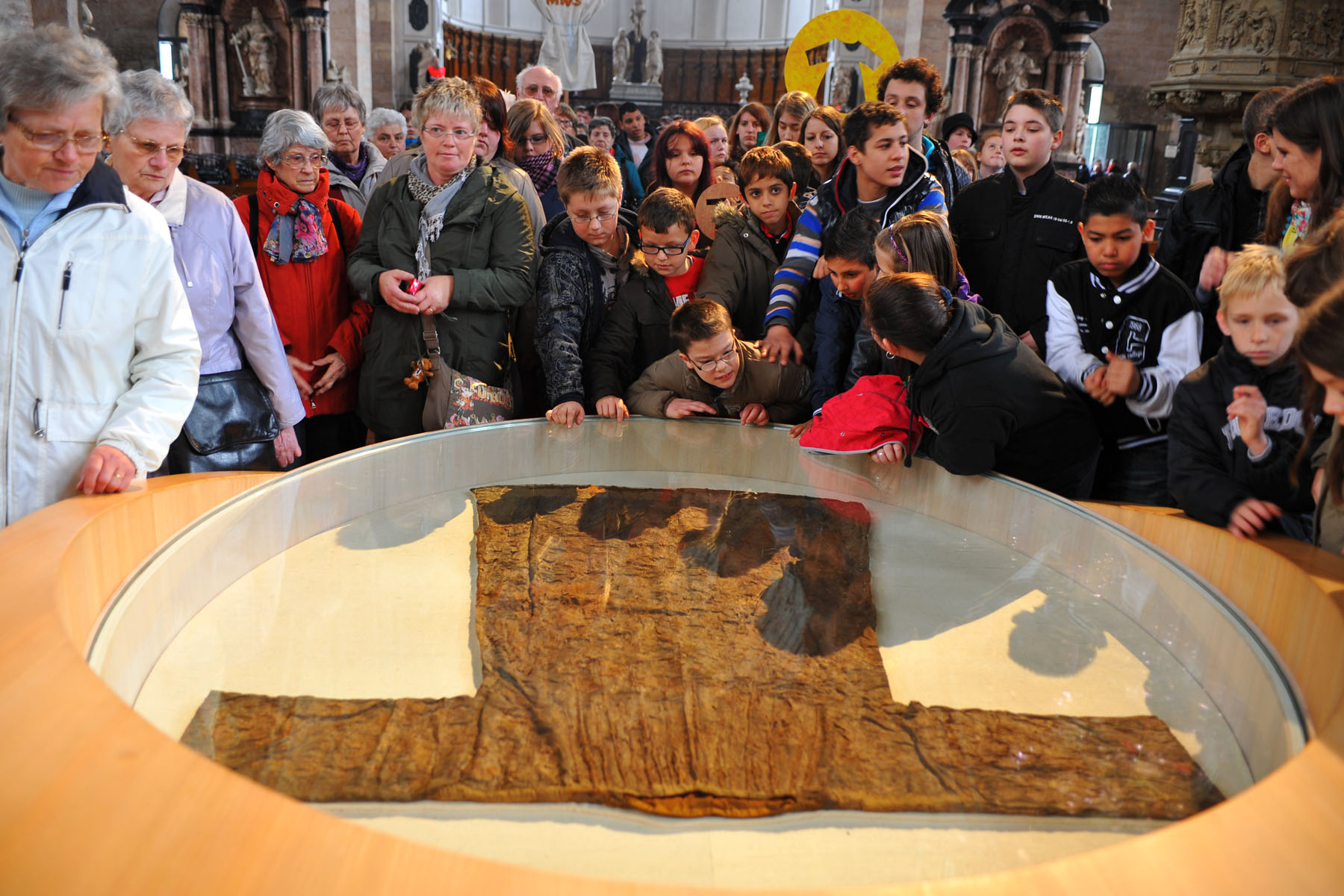
Wallfahrt zum heiligen Rock Jesu 2012

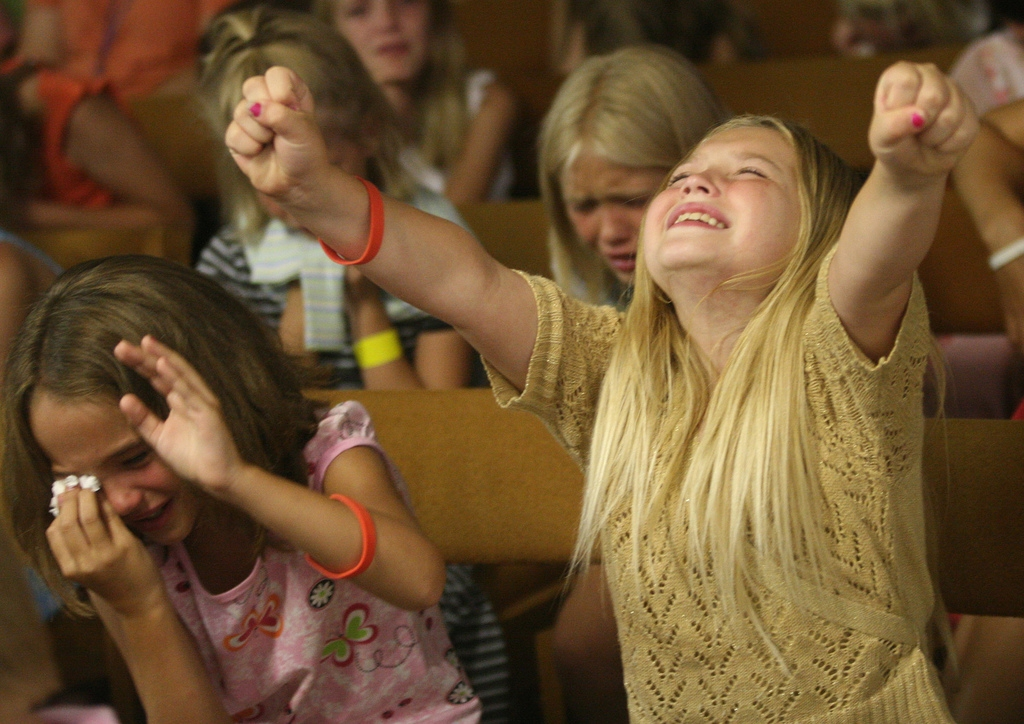
Ekstatische Reaktionen bei einer Massenevangelisation

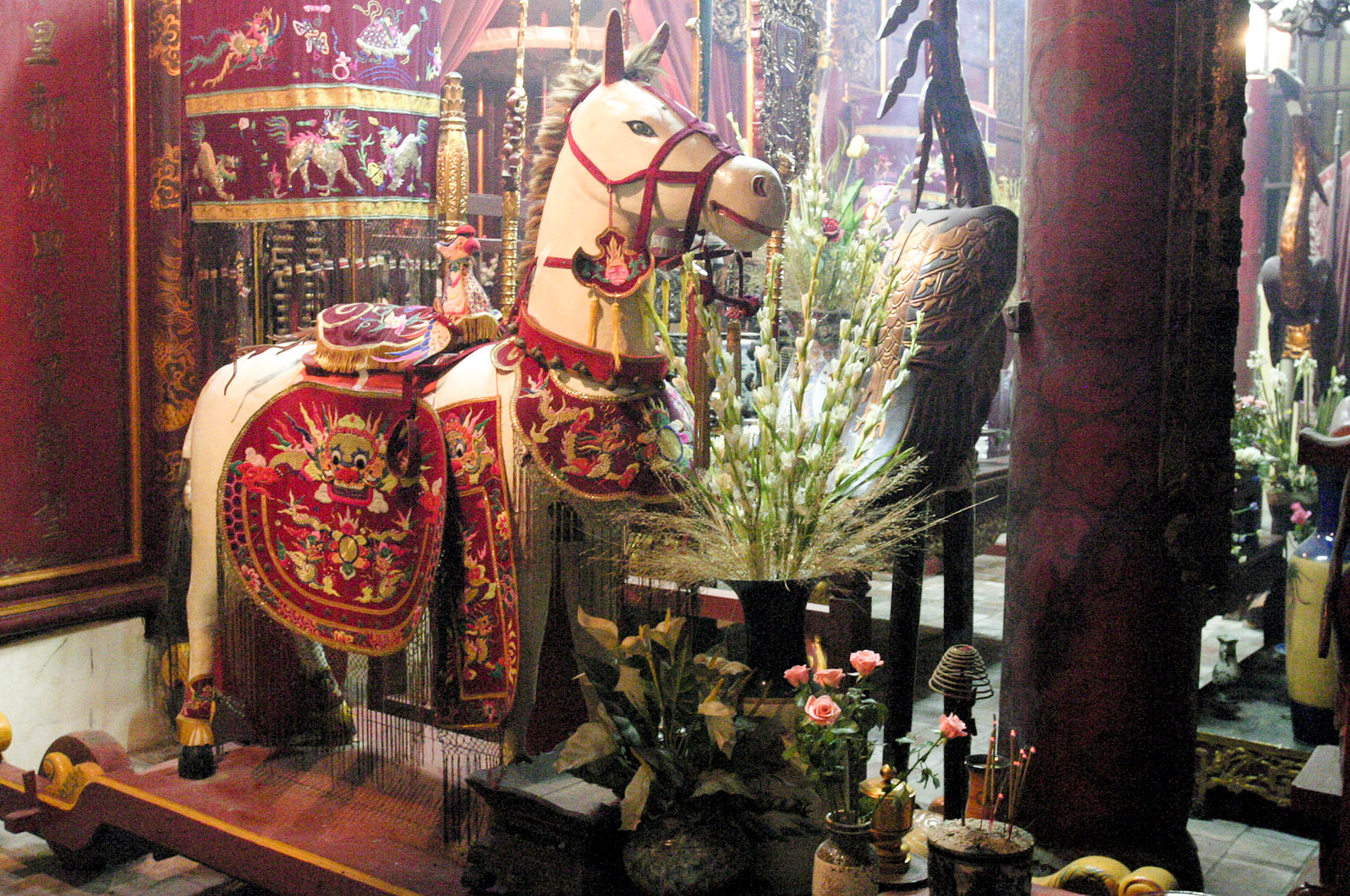
Zum volkstümlichen Daoismus gehören eine Vielzahl historischer und mythischer Figuren. Im Bach-Ma-Tempel in Hanoi, Vietnam, wird Bach Ma, ein weißes Pferd verehrt, das einst zum Himmel flog und dem Gründer der Stadt den rechten Platz wies.

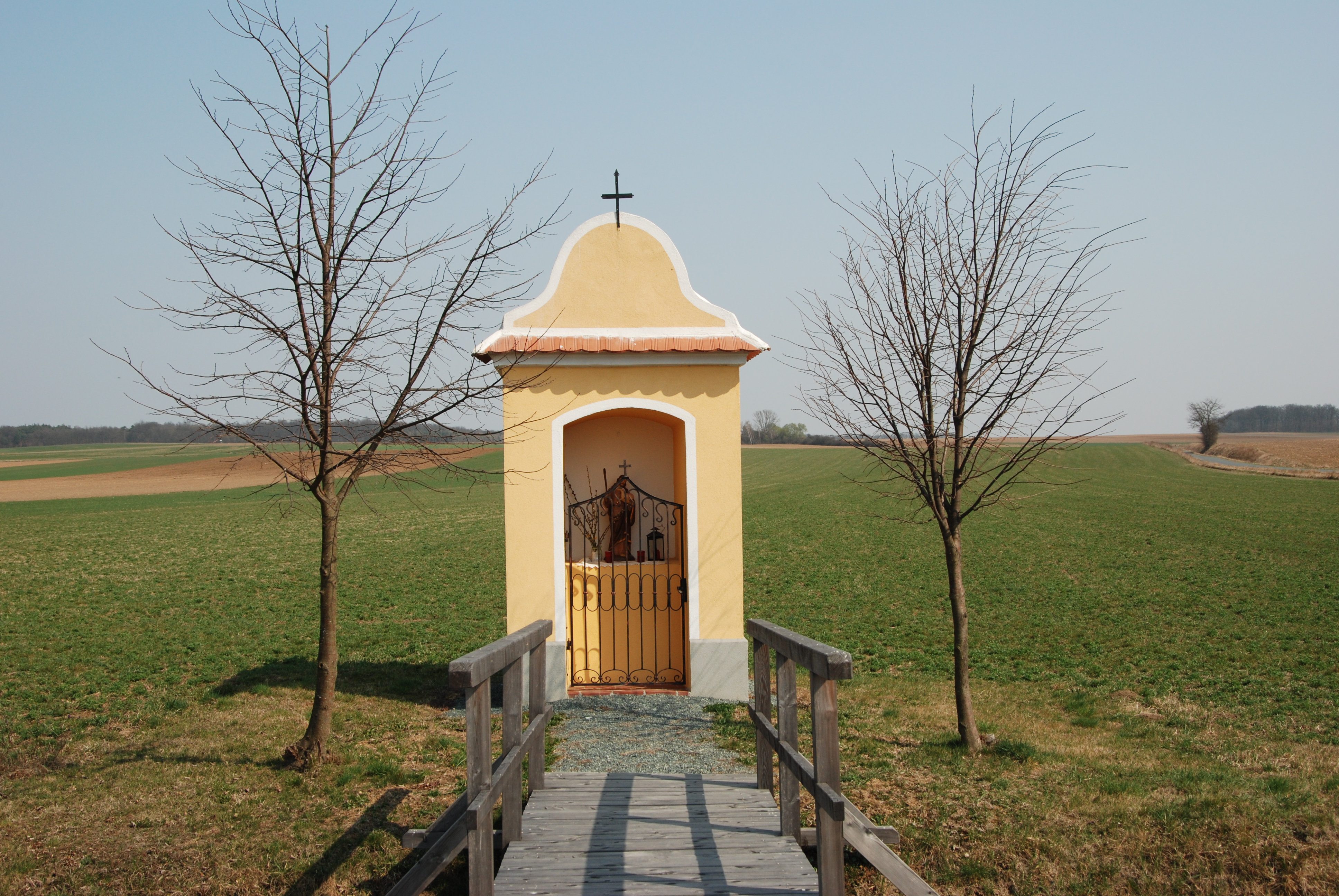
Katholische Wegkapelle (Heiligenhäuschen) bei Bildein, Österreich

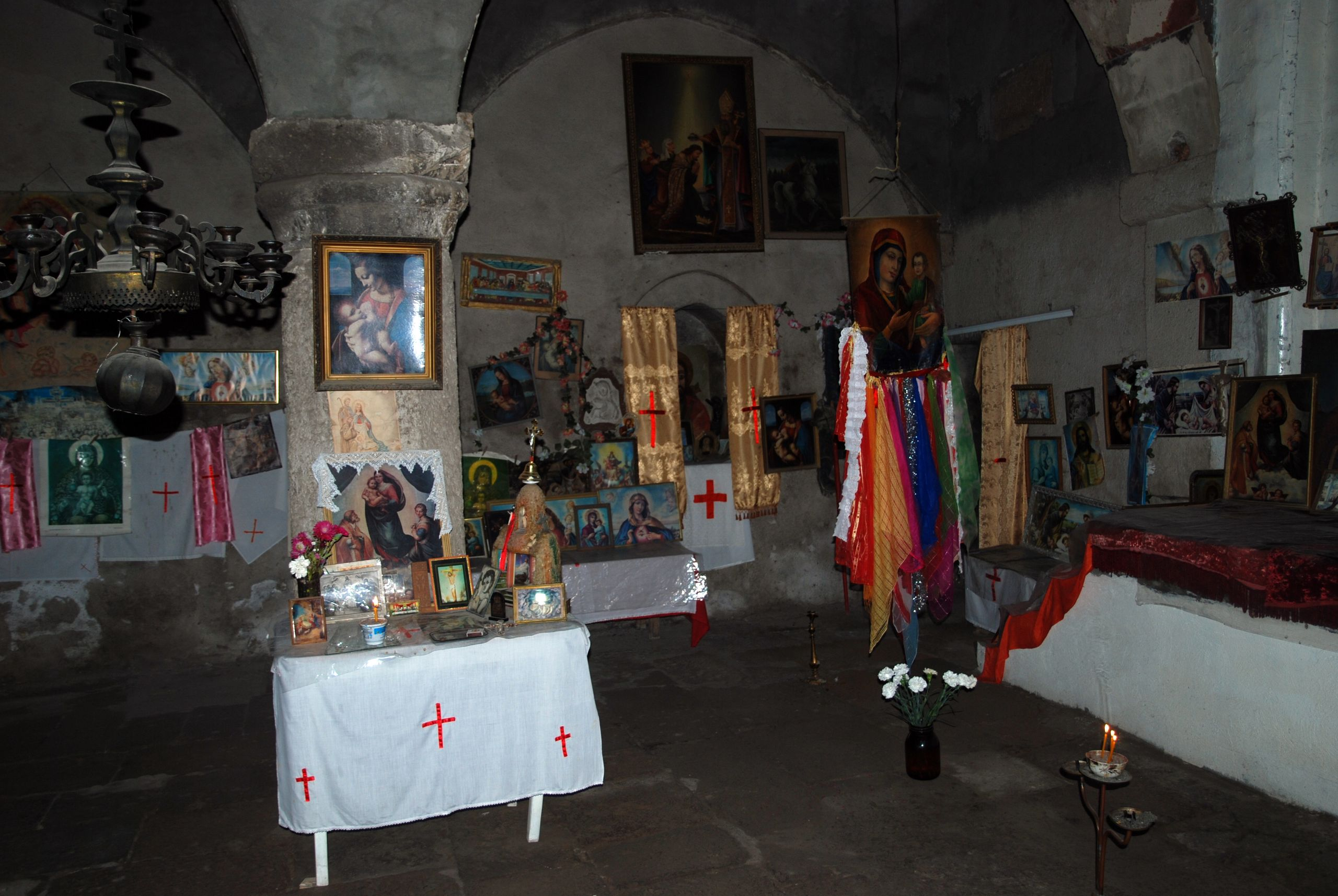
Kirche in Awan, einem Stadtteil der armenischen Hauptstadt Jerewan. Für die ansonsten schlicht eingerichteten Armenisch-Apostolischen Kirchen eine ungewöhnlich reiche Ausstattung mit Kultobjekten in einer Dorfkirche.

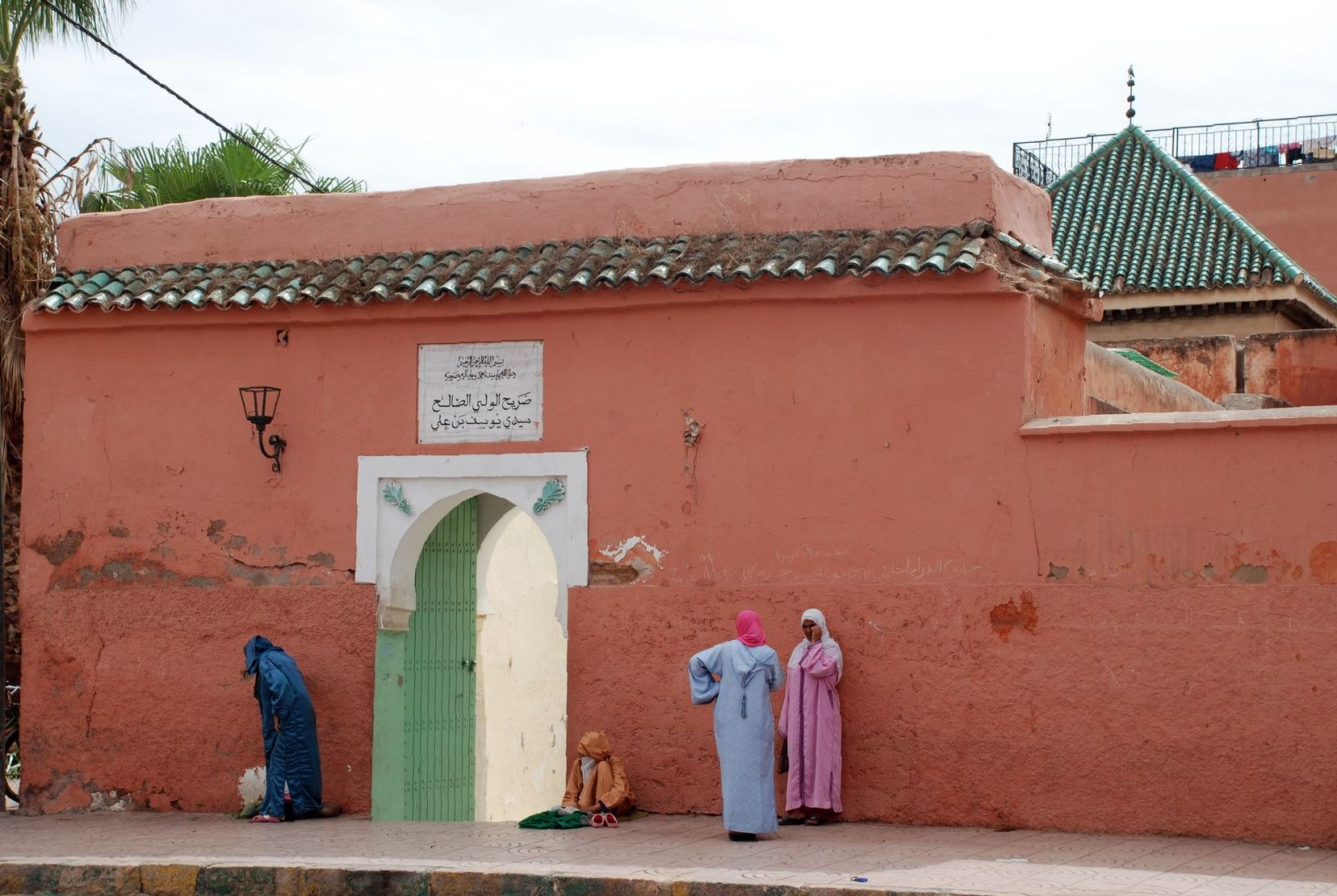
Im Islam ist die Verehrung von Heiligengräbern überwiegend Frauensache. Frauen umlagern die Grabstätte eines der Sieben Heiligen von Marrakesch in Marokko.

Volksfrömmigkeit spricht das subjektive Empfinden stärker an als den Verstand. Sie äußert sich häufig in expressiven, ausdrucksstarken Formen und arbeitet mit vielfältigen Symbolen. Gelebte und offizielle Frömmigkeit standen oft in einem oppositionellen Verhältnis. Dies amtliche gottesdienstliche Handeln muss bei Inkulturationsprozessen, etwa im Rahmen von Missionierung, offen sein für religiöse Ausdrucksformen, die dem jeweiligen Volkscharakter entsprechen, und diese zu integrieren suchen. Es wäre verfehlt, einen Gegensatz zu konstruieren zwischen der „mehrdeutigen Religiösität der Vielen“ und dem „wahren Glauben“; vielmehr zeigt die Frömmigkeit des Volkes die „vielfältige und inkulturierte Vermittelbarkeit des Glaubens“, wie es der Religionswissenschaftler Diego Irarrázaval ausdrückt.
Folgende Dinge und Ausdrucksformen sind für die Volksfrömmigkeit außerhalb der Liturgie typisch:
- Verwendung von Opferkerzen (Christentum), Amuletten und Räucherstäbchen (fernöstliche Religionen)
- Eine Vielzahl von Devotionalien (Andachtsgegenständen)
- Votivgaben
- Kult- und Gnadenbilder, Reliquienverehrung
- heilige Stätten
- Wallfahrten

## Religionswissenschaftlicher Hintergrund
1750 entwarf der Aufklärer David Hume ein religionswissenschaftliches „Zweischichtenmodell“, nach dem es im Monotheismus immer eine „Religion des gemeinen Volkes“ und eine „Elitereligion“ gäbe. Während die Elite – die Theologen und der Klerus – die Lehre vollumfänglich verstehe und sie zu bewahren versuche, würde im Volk eine Tendenz zur (verdeckten) Vielgötterei herrschen (Beispiel: frenetische Heiligenverehrung im Katholizismus). Johann Gottfried Herder entwickelte das Konzept einer „Volkspersönlichkeit“ mit naturhaft-schöpferischer „Volksseele“, die er als Gegensatz zum oberschichtlichen Bildungswissen ansah.
Der Begriff „Volksfrömmigkeit“ ist „ein spätes, fachsprachliches Konstrukt mit ambivalenten Bewertungsmöglichkeiten“, so der Volkskundler Wolfgang Brückner; der wissenschaftliche Gebrauch sei umstritten, die Konnotationen zwiespältig. Er entstand erst ab der Mitte des 20. Jahrhunderts; das Grimmsche Wörterbuch kannte ihn in seiner Auflage von 1951 noch nicht.

## Ursachen der Entstehung
Die Volksfrömmigkeit entsteht oft durch den praktischen Umgang gläubiger Laien mit ihrem Glauben. Ihnen ist häufig die Tradition der intellektuellen Diskussion innerhalb des Glaubens (Theologie) nicht oder nur in Ausschnitten bekannt. Hierbei kann auch Eigenes und Neues in der Glaubensausübung entstehen.
Regionale Einflüsse, Einflüsse aus anderen Religionen (Synkretismus) und Riten sowie der Zeitgeist erweitern Feste und Bräuche. Damit bieten sie einen wertvollen Beitrag für das Verständnis einer regionalen Kultur. Die Anzahl „fremdreligiöser“ Elemente in der Volksfrömmigkeit ist regional sehr unterschiedlich (auch innerhalb eines Volkes) und hängt von ethnischen Vermischungen und historisch-synkretistischen Einflüssen durch verdrängte oder verbotene Religionen ab.

## Christentum

### Katholizismus
Im Katholizismus hat sich eine Vielfalt volkstümlicher Frömmigkeitsformen entwickelt, vor allem im Bereich der Marien-, Engel- und Heiligenverehrung. Sie steht in einer Wechselbeziehung zur wesensmäßig höher stehenden Liturgie, die „ihre wichtigste Quelle und ihr Nährboden“ ist, so Andreas Heinz. Seit der Inkulturation der herben stadtrömischen Liturgie im fränkischen Raum in Form der gallikanischen Liturgie zu Beginn des Mittelalters bildeten sich volksnahe, sinnenhaftere Feierelemente wie Prozessionen, liturgische Spiele und Heiligenverehrung, die die offizielle Liturgie ergänzten und teilweise in diese aufgenommen wurden. In Einzelfällen können sich Frömmigkeitsformen auch liturgiezerstörerisch auswirken. Einseitigkeiten und Auswüchse werden jedoch vom Lehramt kritisiert und teilweise als Häresie verurteilt. Im 16. Jahrhundert kam es (in Westfalen) zu einem Wandel in der Volksfrömmigkeit, der sich in einem Rückgang der Bedeutung der Jungfrau Maria als Heilige zeigt, wie anhand der Auswertung von Kommendationsformeln in Testamenten festgestellt wurde.
Es bestehen eine Reihe von Ambivalenzen zwischen der kirchenamtlich geregelten Theologie und Liturgie und den Tendenzen der Volksfrömmigkeit, die der Pastoraltheologe Ernest Henau auf folgenden Gebieten sieht:
- Trennung zwischen Profanem und Sakralem mit einem Hang zu heiligen Stätten und sakralen Objekten
- Betonung des persönlichen Heils zu Lasten der „politischen“ Dimension des Glaubens
- der Versuch, durch Beschwörungen, Symbole und Riten Gott zu beeinflussen
- Spannung zwischen Gewohnheit als Kennzeichen für Volksfrömmigkeit und persönliche Glaubensüberzeugung
- Vorherrschaft des Gefühls.

Ziel der Pastoral sollte es nach Henau sein, die Elemente des Vertrauens und des Mitlebens in einer wertvollen Tradition zu stärken, die Identität und Geborgenheit bieten; so könne der inkarnatorische, leibhaftige Charakter des christlichen Glaubens erfahrbar gemacht und eine Sicherheit vermittelt werden, dass das Heil den ganzen Menschen umfasst und eine Kultur der Gefühle einschließt.
Das Zweite Vatikanische Konzil prägte für die Elemente der liturgischen Volksfrömmigkeit, sofern sie den Vorschriften und Regeln der Kirche entsprechen, den Begriff „fromme Übungen“ oder „Andachtsübungen des christlichen Volkes“ (Pia populi christiani exercitia). Es empfahl diese Andachtsübungen und sah sie hingeordnet auf die liturgische Feier des Pascha-Mysteriums in der heiligen Messe und dem Stundengebet, aus der sie abgeleitet werden und zu der sie „das Volk hinführen, da sie ihrer Natur nach ja weit über diesen steht“ (SC 13). Fromme Übungen sind gewissermaßen ein „Echo dessen, was in den liturgischen Vollzügen gefeiert wird“.
Zu den häufigen und im mitteleuropäischen Katholizismus verbreiteten „frommen Übungen“ gehören Prozessionen, insbesondere die Fronleichnamsprozession und Flurprozessionen, Wallfahrten, das Rosenkranzgebet, das Gebet des Kreuzwegs und des Engel des Herrn, Ewige Anbetung und Novenen. An kirchliche Feste im Jahreskreis schließen sich lokale Bräuche an wie das Schneiden von Barbarazweigen, Sternsinger, Herz-Jesu-Feuer, Heiltumsweisungen oder Heiligtumsfahrten, Erntedankfest und Martinssingen. Elemente der Volksfrömmigkeit sind Weihwasser und Opferkerzen.
In anderen Kulturen, etwa in Mittel- und Südamerika, Afrika oder Asien, fließen in der Bevölkerung verbreitete Formen wie Sakraler Tanz, Ahnenkult, Verehrung der Mutter Erde und Formen kosmischer Religiosität in gottesdienstliche und gemeindliche Vollzüge ein. Dabei verbinden sie sich synkretistisch mit der Marienverehrung oder beeinflussen, wie im Falle des Kultes um den „schwarzen Nazarener“ auf den Philippinen, die Christusfrömmigkeit als Praktiken zur Beförderung von Genesung und sozialem Aufstieg. Der Religionswissenschaftler Diego Irarrázaval weist auf die kulturverbindende Bedeutung dieser Synkretismen hin, auch wenn die Formen einer kritischen Unterscheidung bedürften. Die Religion zeige mit dem Akzeptieren von Traditionen der Volksfrömmigkeit, dass sie auf die Nöte des Menschen eingehe, mit denen das Böse und Dämonische zurückgedrängt werden sollen, und die heilende Wirkung des gemeinschaftlichen Glaubens bekräftige.

### Orthodoxie
Während in der Lateinischen Kirche des Westens die herbe stadtrömische Liturgie als volksfern empfunden wurde und die Entwicklung sinnenhafterer Feierformen neben der öffiziellen Liturgie provozierte, gelang den orientalischen Liturgien eine Synthese solcher Formen, so dass sich außerliturgische Andachtsübungen kaum entwickelten.

### Protestantismus
Der Protestantismus, der eine Rückbesinnung auf die Schrift forderte, stand der Volksfrömmigkeit von Anfang an skeptisch gegenüber. In geringerem Maß haben aber auch in seinem Bereich bildliche und rituelle Ausdrucksformen Raum gefunden und sich regionale Besonderheiten entwickelt.

## Islam
In zahlreichen islamischen Ländern stehen orthodoxer Islam und Volksislam einander gegenüber, wobei nach der klassischen islamischen Rechtsprechung die Volksreligion teilweise scharf als synkretistisch kritisiert wird. Auf dem afrikanischen Kontinent sind volksreligiöse Strömungen weit verbreitet.
Im Islam sind die Heiligen meist Sufis (islamische Mystiker), deren Gräber aber nicht nur von den Anhängern des Sufismus, sondern auch von der breiten Bevölkerung besucht werden. Meist sind die islamischen Heiligen spirituelle Führer (Walis) oder Gründer (Scheich, Pir) eines Derwisch-Ordens (Tariqa).